# Коефицијент варијације
У теорији вероватноће и статистици, коефицијент варијације (КВ), познат и као релативна стандардна девијација (РСД), је стандардизована мера дисперзије дистрибуције вероватноће или дистрибуције фреквенције. Често се изражава као проценат, а дефинише се као однос стандардне девијације{\displaystyle \ \sigma } до{\displaystyle \ \mu } (или његова апсолутна вредност). КВ се широко користи у аналитичкој хемији за изражавање прецизности и поновљивости теста. Такође се често користи у областима као што су инжењерство или физика када се раде студије осигурања квалитета и  ANOVA gauge R&R, од стране економиста и инвеститора у економске моделе и неуронауке.

## Дефиниција
Коефицијент варијације (КВ) је дефинисан као однос стандардне девијације{\displaystyle \ \sigma } према средњој вредности{\displaystyle \ \mu } {\displaystyle c_{\rm {v}}={\frac {\sigma }{\mu }}.}
Показује степен варијабилности у односу на средњу вредност популације. Коефицијент варијације треба израчунати само за податке мерене на скалама које имају значајну нулу (скала односа) и стога омогућавају релативно поређење два мерења (тј. дељење једног мерења другим). Коефицијент варијације можда нема никакво значење за податке на интервалној скали. На пример, већина температурних скала (нпр. Целзијус, Фаренхајт итд.) су интервалне скале са произвољним нулама, тако да би израчунати коефицијент варијације био различит у зависности од коришћене скале. С друге стране, Келвинова температура има значајну нулу, потпуно одсуство топлотне енергије, и стога је скала односа. Једноставним језиком, смислено је рећи да је 20 Келвина двоструко топлије од 10 Келвина, али само на овој скали са правом апсолутном нулом. Док се стандардна девијација (СД) може мерити у Келвинима, Целзијусима или Фаренхајтима, израчуната вредност је применљива само на ту скалу. Само Келвинова скала се може користити за израчунавање важећег коефицијента варијабилности.
У већини случајева, КВ се израчунава за једну независну променљиву (нпр., један фабрички производ) са бројним, поновљеним мерама зависне варијабле (нпр. грешка у производном процесу). Међутим, подаци који су линеарни или чак логаритамски нелинеарни и укључују континуирани опсег за независну променљиву са ретким мерењима за сваку вредност (нпр. дијаграм расејања) могу бити подложни једном израчунавању ЦВ користећи приступ процене максималне вероватноће.